# Kompania Forteczna „Węgierska Górka”

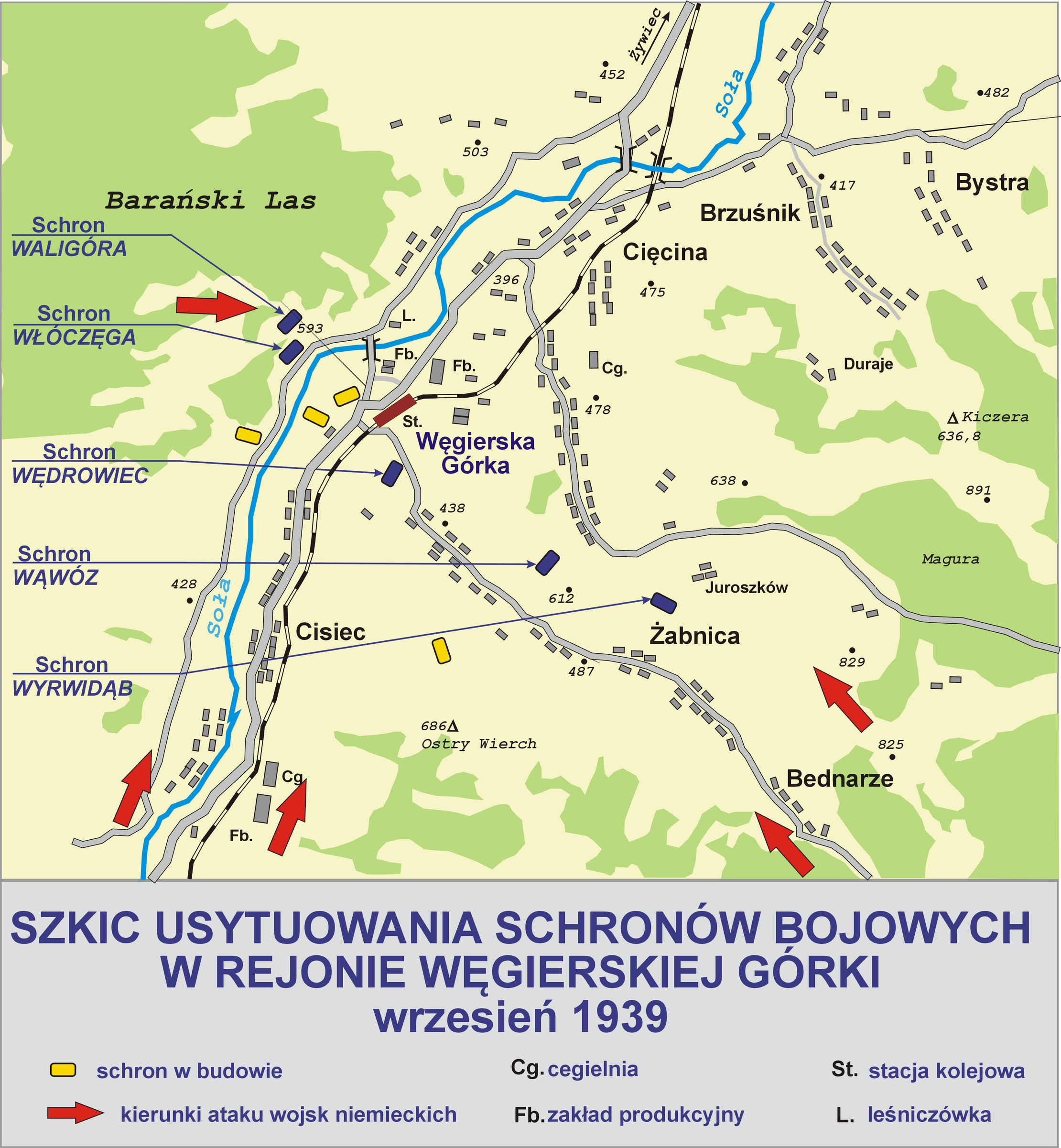
Szkic usytuowania schronów bojowych

151 kompania forteczna „Węgierska Górka” – pododdział Wojska Polskiego, sformowany 28 sierpnia 1939, dowodzony przez kpt. Tadeusza Semika.
151 kompania forteczna weszła w skład 1. Brygady Górskiej płk. Janusza Gaładyka. Wzięła udział w bitwie pod Węgierską Górką. Została rozbita 3 września 1939.

## Skład

### Schron „Waligóra”

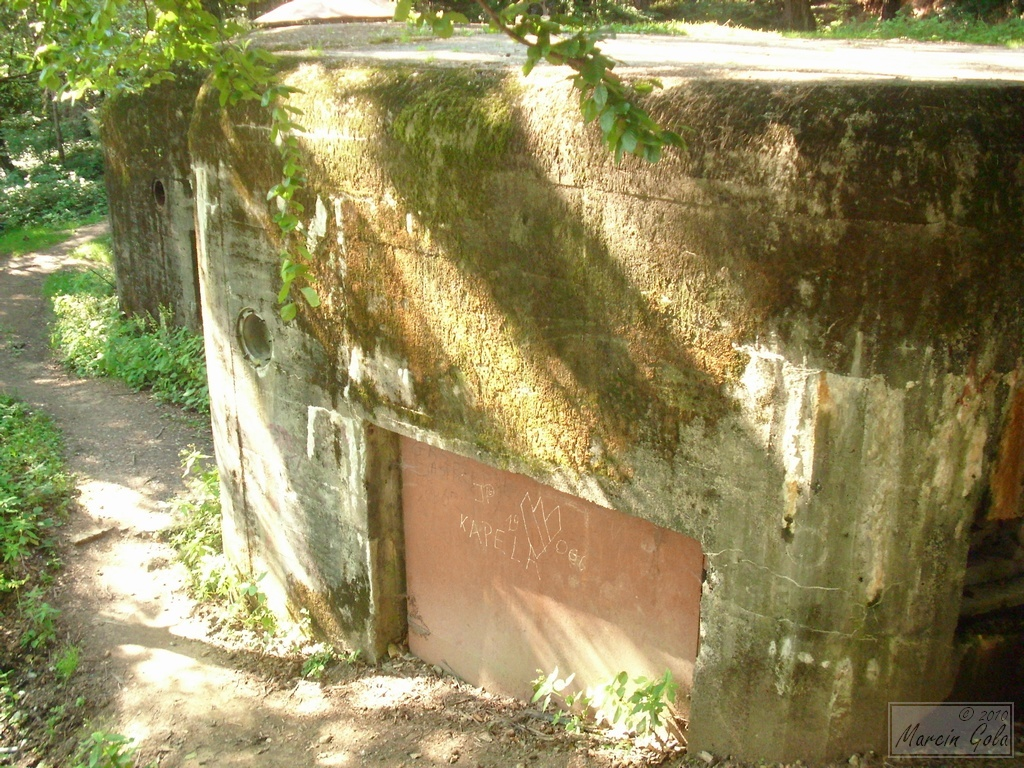
Schron „Waligóra” zew.

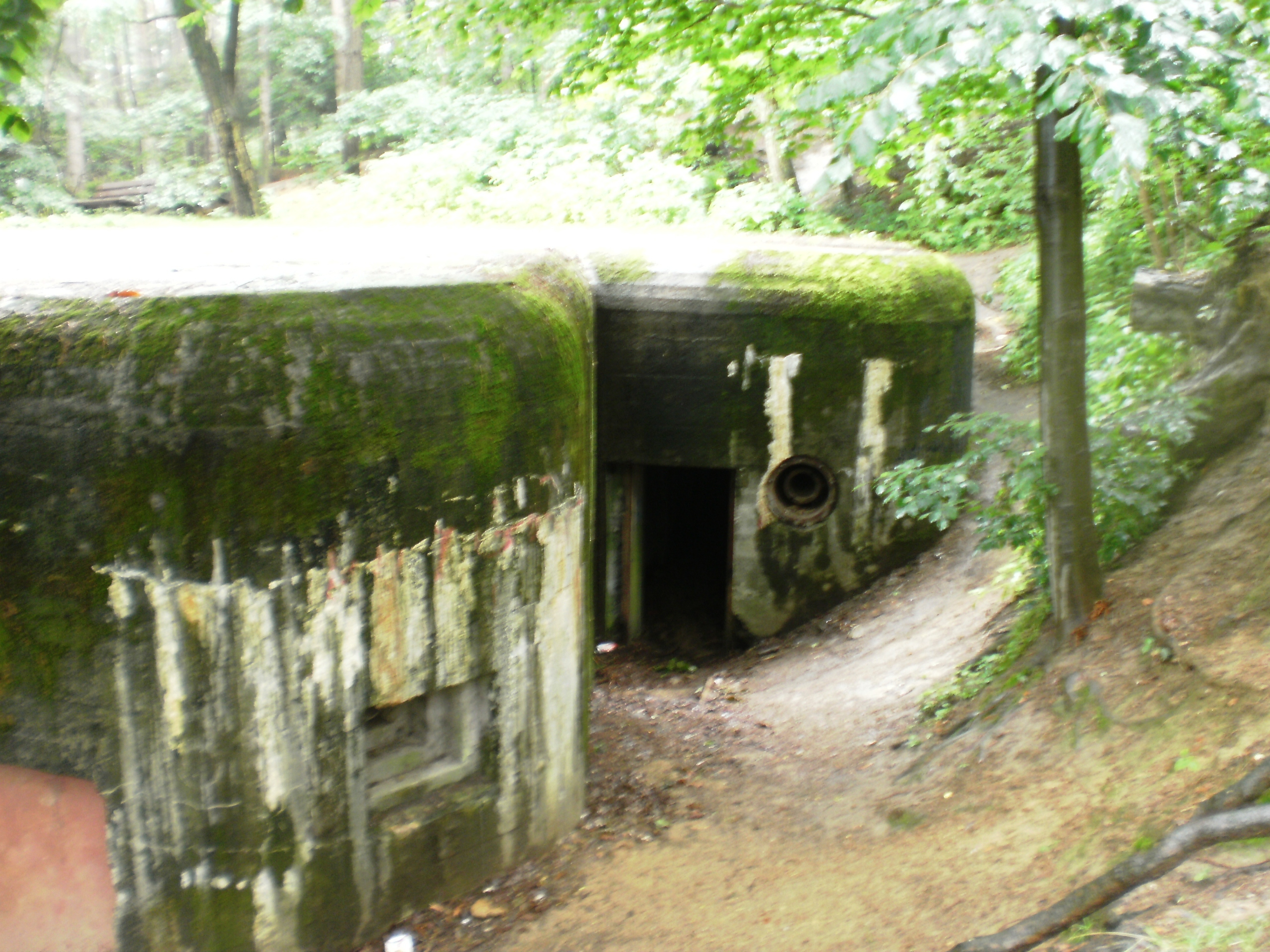
Schron „Waligóra” zew.

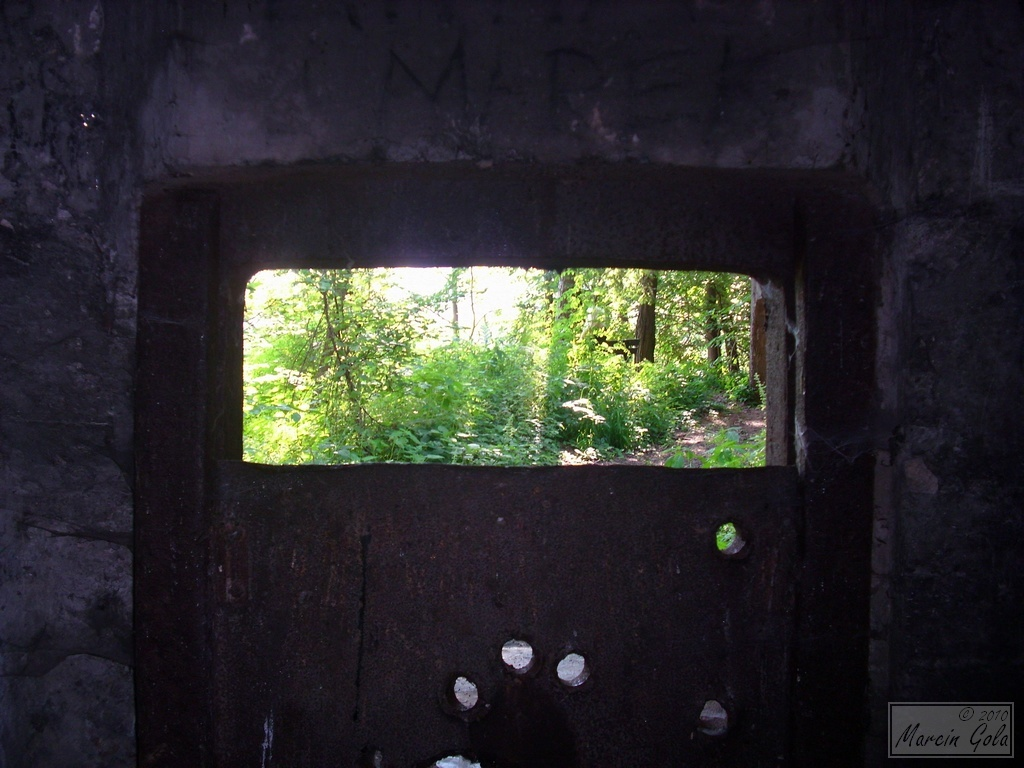
Schron „Waligóra” wew.

#### Charakterystyka
Duży jednokondygnacyjny tradytor artyleryjski (czyli schron o uzbrojeniu artyleryjskim) o odporności C, służący do ostrzeliwania podejść pod punkt oporu. Załogę schronu stanowił 1 oficer, 3 podoficerów i 17 szeregowych.
W czasie okupacji, jak i po wojnie schron nie był wykorzystywany. W latach 60. służył wojsku polskiemu w czasie dorocznych manewrów jako punkt dowodzenia. Istnieje projekt stworzenia w nim drugiej części muzeum poświęconemu bitwie. Jednakże z uwagi na skromne środki, a także trudności w adaptacji (częściowo zalany wodą, brak instalacji elektrycznej) mamy okazję swobodnie go zwiedzać.
Obiekt wpisano do rejestru zabytków 28 września 2021 (nr rej. A/881/2021).

#### Przebieg walk
Załoga późnym wieczorem 2 września wycofała się wraz z żołnierzami Batalionu KOP „Berezwecz” do Oczkowa. W czasie walk, w wyniku ostrzału artyleryjskiego został lekko uszkodzony. Jesienią 1939 w czasie kręcenia przez Niemców filmu propagandowego został ostrzelany z małej odległości z armaty. Po zakończeniu walk Niemcy zdemontowali całe wyposażenie, drzwi gazoszczelne i pancerne.

#### Załoga
- dowódca tradytora: por. Leopold Galocz
- zastępca dowódcy tradytora: plut. Paweł Tatur
- nazwisk pozostałych członków załogi schronu nie ustalono

#### Uzbrojenie
- 2 x armaty polowe 75 mm
- kopuła pancerna: nie zamontowano
- 1 x ckm wz. 30
- 1 x rkm wz. 28
- 3 x wyrzutnie rakiet oświetlających
- 2 x stanowiska do łączności optycznej

### Schron „Wąwóz”

#### Charakterystyka
Schron bojowy został wybudowany na wzniesieniu górującym nad drogą Węgierska Górka–Żabnica. Jego działo 37 mm i jeden ckm były skierowane na „Wędrowca” a pozostałe dwa ckm-y na wieś Żabnica. Przed rozpoczęciem zmagań obsadził go 151 batalion forteczny. Załogę schronu stanowił 1 oficer, 4 podoficerów i 13 szeregowych.
Schron bojowy „Wąwóz” to obiekt jednokondygnacyjny dla armaty ppanc. i broni maszynowej o odporności D. Wnętrze schronu składało się z czterech izb bojowych (armaty ppanc. i 3 ckm), szybu kopuły pancernej oddzielonego od pomieszczenia bojowego ckm wewnętrzna śluzą, korytarza, izby dowódcy, izby załogi, izby łączności i toalety. Część techniczna schronu składała się z pomieszczenia akumulatorni z wyjściem awaryjnym, izby filtra przeciw kurzowego i maszynowni.
W czasie okupacji zdemontowano całe wyposażenie, drzwi pancerne i gazoszczelne. Po wojnie obiekt prowizorycznie wyremontowano, zabezpieczono wejście i otwory strzelnic, służył jako magazyn materiałów wybuchowych dla pobliskiego kamieniołomu. Obecnie „Wąwóz” jest nie użytkowany i ulega ciągłemu procesowi niszczenia, jest zagruzowany i zaśmiecony.

#### Przebieg walk
W trakcie działań wojennych obiekt nie został zdobyty pomimo zaciekłych ataków piechoty niemieckiej i ostrzału artyleryjskiego. Po poddaniu się 3 września załogi „Wędrowca” żołnierze walczący w „Wąwozie” wycofali jako ostatni obrońcy w nocy z 3 na 4 września.
Pod koniec 1939 saperzy niemieccy wykorzystali schron do zdetonowania min i amunicji pozostałych po walkach. Wybuch silnie uszkodził zachodnią część schronu niszcząc izby bojowe armaty ppanc. 37 mm i ckm.

#### Załoga
- dowódca schronu: ppor. rez. Czesław Chludziński
- zastępca dowódcy: sierżant nieznany
- plut. Władysław Sierakowski, plut. Józef Sprycha, kpr. Izydor Midor, st. strz. Bronisław Fijak, strz. Józef Kaczmarek, st. strz. Józef Polak, st. strz. Leon Wąsik, strz. Franciszek Bednarz
- nazwisk jednego podoficera i 7 strzelców nie udało się ustalić

#### Uzbrojenie

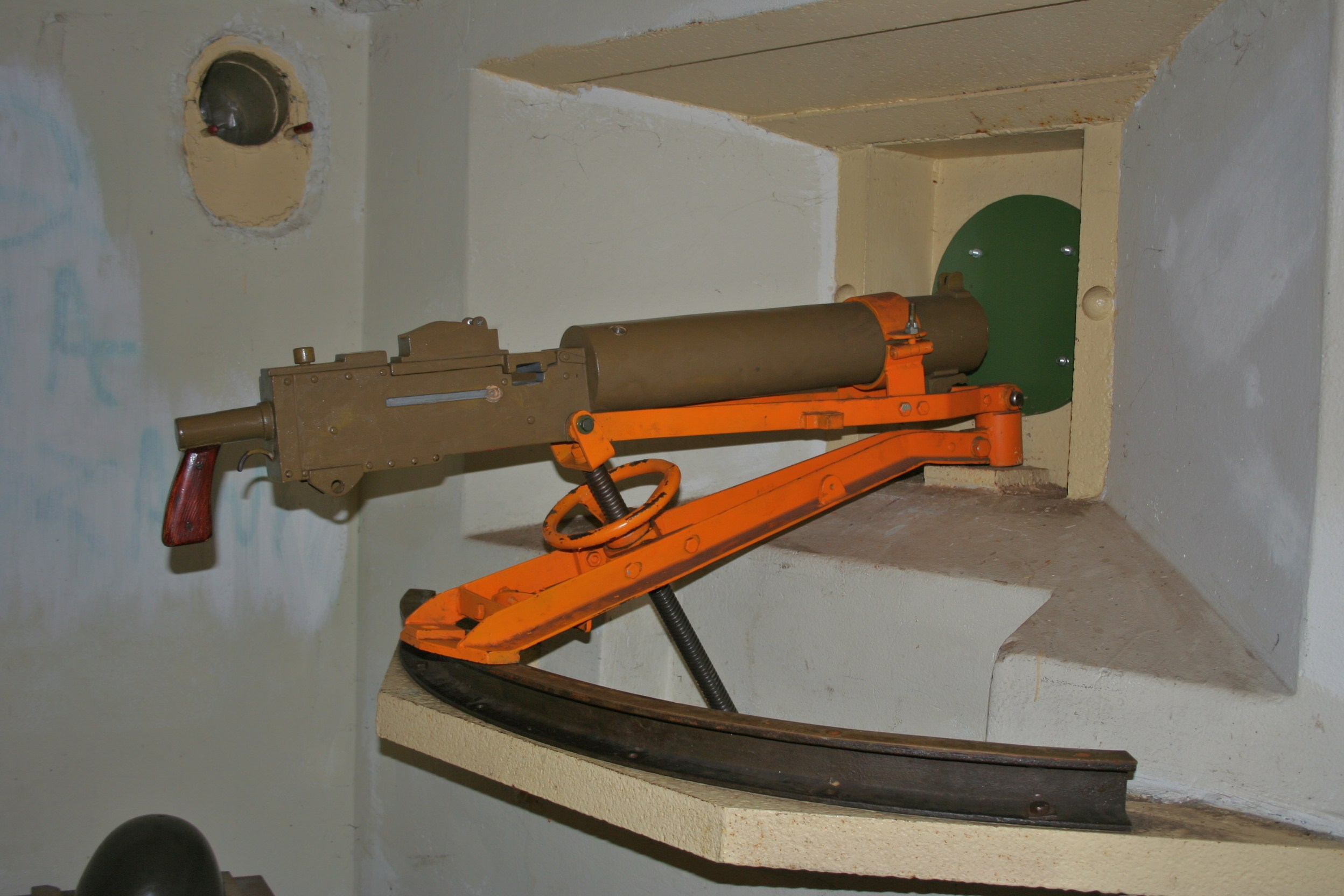
Karabin maszynowy wz. 30 na stanowisku – zdjęcie poglądowe

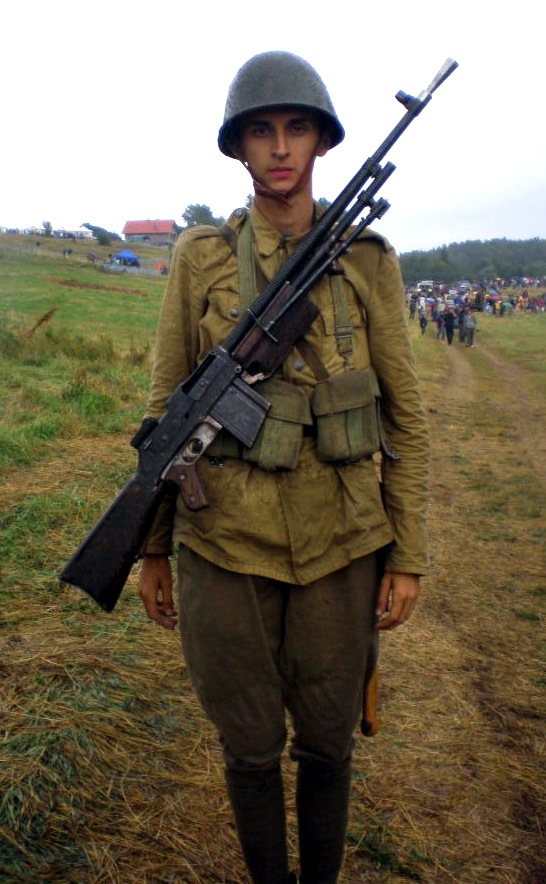
Rekonstruktor historyczny w mundurze żołnierza II RP z rkm wz. 28

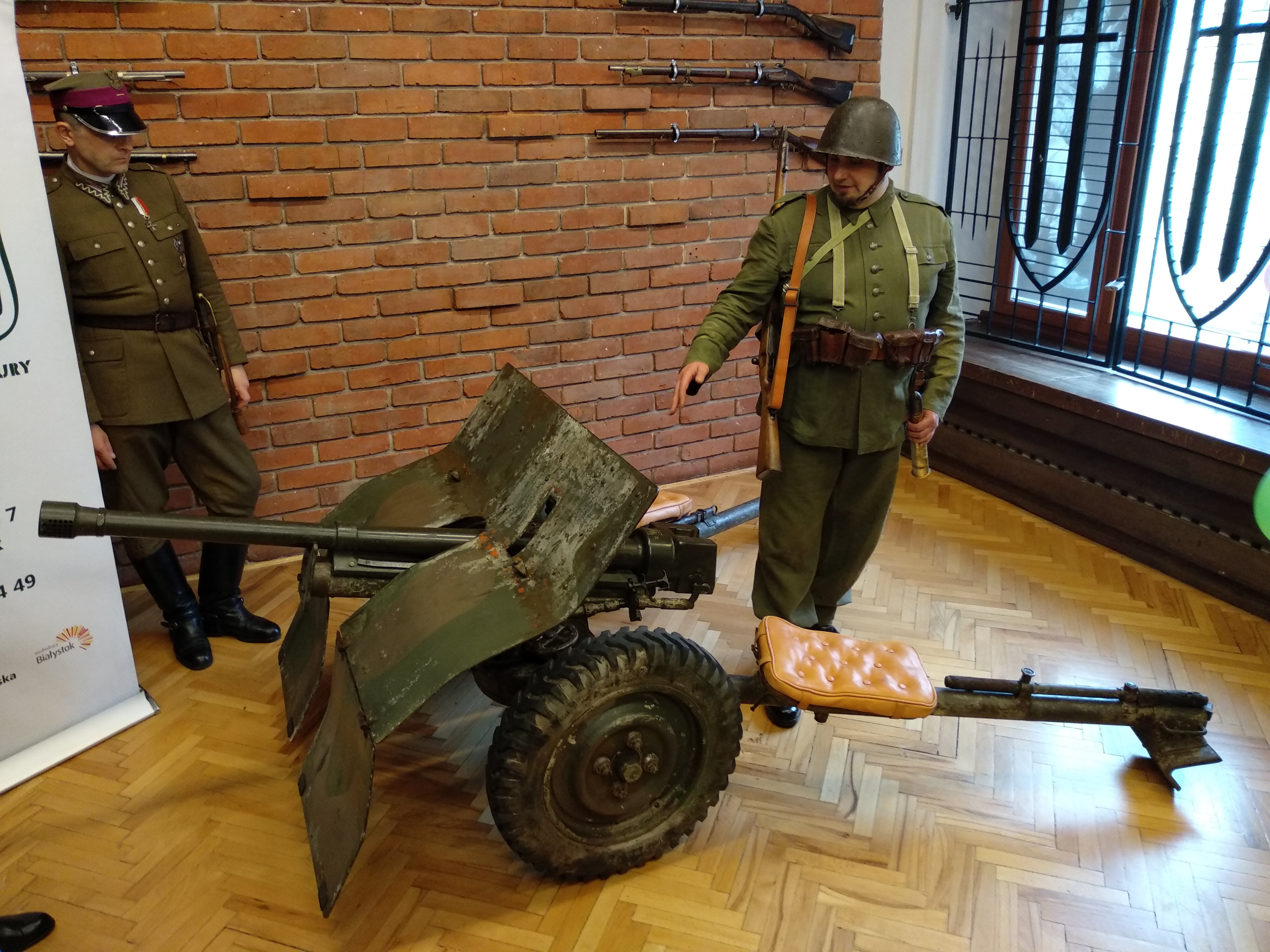
37 mm armata przeciwpancerna Bofors w Muzeum Wojska w Białymstoku

- 1 x 37 mm armata forteczna 37 mm Bofors wz. 38
- kopuła pancerna: nie zamontowano
- 4 x ckm wz. 30
- 1 x rkm wz. 28
- reflektor: nie zamontowano
- 3 x wyrzutnie rakiet oświetlających
- 1 x zrzutnia granatów
- 2 x stanowiska do łączności optycznej

### Schron „Wędrowiec”

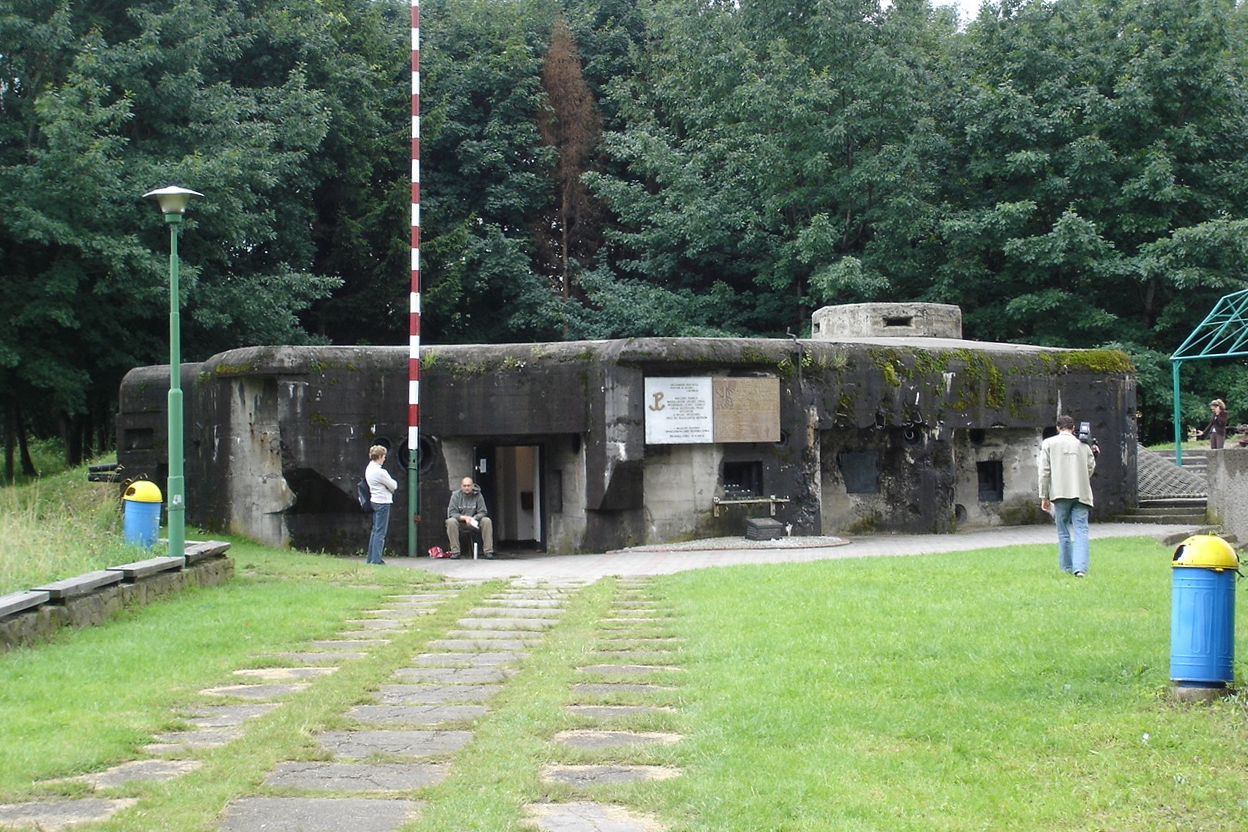
Schron „Wędrowiec” – panorama

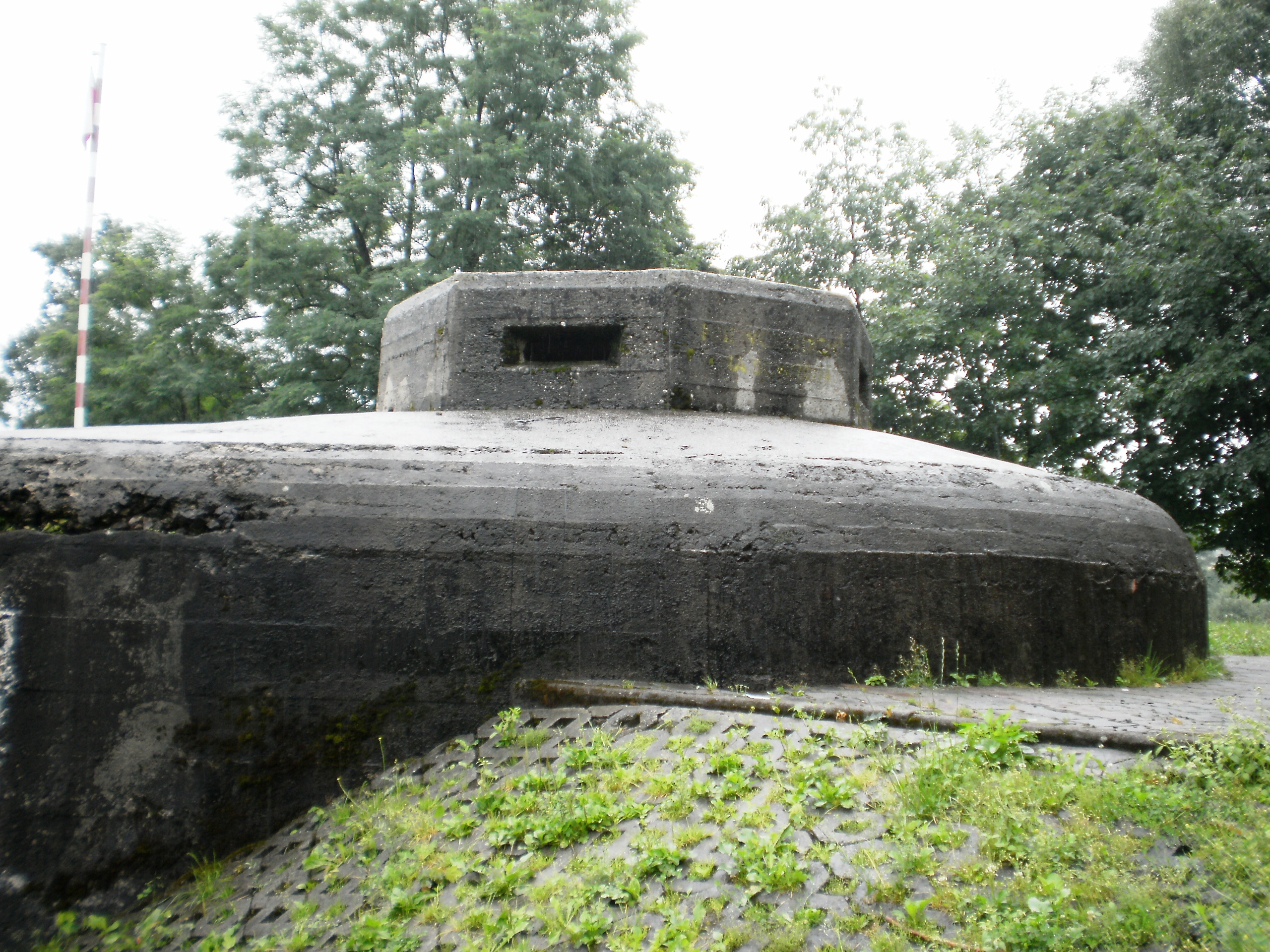
Schron „Wędrowiec” – wieżyczka obserwacyjna

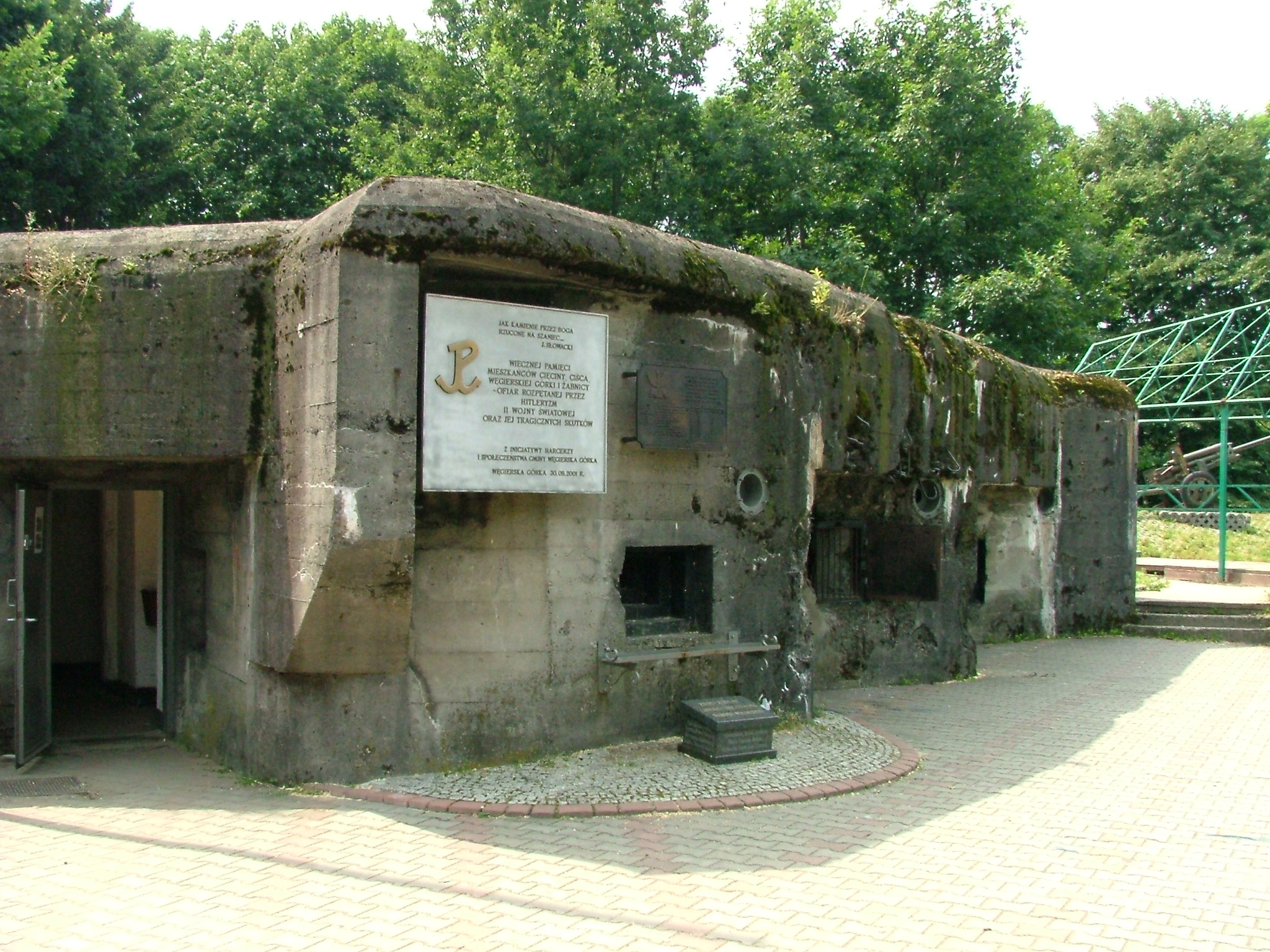
Schron „Wędrowiec” – tablica pamiątkowa

#### Charakterystyka
Ciężki schron piechoty, pełniący funkcje schronu dowodzenia oraz schronienia dla drużyny piechoty. Ostróg ten został wybudowany w dolinie rzeki Żabnica nad jedną z dwóch jej odnóg. Teren wokół był zupełnie płaski więc jedyną przeszkodę mogła stanowić rzeczka lub wybudowane przeszkody. Od strony przedpola schron został osłonięty płaszczem ziemnym i miał być broniony z (nie zamontowana) kopuły pancernej ckm. Załogę schronu stanowił 1 oficer, 3 podoficerów i 15 szeregowych.
Schron bojowy „Wędrowiec” to obiekt jednokondygnacyjny dla armaty ppanc. i broni maszynowej o odporności D. Wnętrze schronu składało się z trzech izb bojowych (armaty ppanc. i 2 ckm), szybu kopuły pancernej, korytarza pełniącego zadanie wewnętrznej śluzy powietrznej łączącej część bojową z częścią socjalną, izby dowódcy, izby załogi i toalety. Część techniczna schronu składała się z pomieszczenia akumulatorni z wyjściem awaryjnym, izby filtra przeciw kurzowego i maszynowni.
Obecnie w obiekcie mieści się muzeum, czynne w okresie wakacyjnym od godz. 10:00.
Obiekt wpisano do rejestru zabytków 4 sierpnia 2021 (nr rej. A/864/2021).

#### Przebieg walk
W trakcie początkowej fazy walk spełniał on rolę schronu dowódcy odcinka – kpt. T. Semika, który nie posiadając łączności telefonicznej porozumiewał się z resztą swojej 151 kompanii fortecznej za pomocą kurierów. Kiedy walki nabrały na sile i niemożliwością stało się wysyłanie kurierów, dowódca kazał zabarykadować drzwi wejściowe. Od tego czasu załoga walczyła bez kontaktu z sąsiednimi punktami oporu. Kiedy jednostki Wehrmachtu okrążyły schron i podtoczyły małokalibrowe działa przeciwpancerne dowódca wraz z załogą schronił się w pomieszczeniach nie narażanych na ogień nieprzyjaciela. Schron ten podobnie jak i inne był celem artylerii przeciwnika oraz zaciekłych i wielokrotnie podejmowanych szturmów.
Załoga aż do uszkodzenia działa 37 mm skutecznie powstrzymywała próby przedarcia się pojazdów pancernych osiągając według kpt. T. Semika 8 trafień. Kiedy trafione zostało działo przeciwpancerne ostrogu, rany odniosło dwóch żołnierzy (w tym kpt. Semik), a jeden zginął. Od tego momentu los załogi został przypieczętowany. W międzyczasie zamilkł „Włóczęga”, który do tej pory flankował dojście do „Wędrowca”. O godzinie 17:00, po trzech dniach walk, po wyczerpaniu amunicji dowódca kpt. Tadeusz Semik poddał schron. Obrońcy po opuszczeniu schronu zostali pobici przez rozwścieczonych żołnierzy niemieckich. Zginął wtedy też stawiający opór st. strz. Jan Szprycha. Dopiero interwencja dowódcy Pułku pułk. Kunke zapobiegła dalszemu rozlewowi krwi.

#### Załoga
- dowódca: kpt. Tadeusz Semik
- zastępca dowódcy: sierż. Stanisław Raczyński
- plut. Józef Żurek, kpr. Remigiusz Kamiński, kpr. Stanisław Kaługa, st. strz. Jan Jurasz, st. strz. Aleksander Podkorski (później Volksdeutscher), strz. Jan Flis, strz. Jan Kupla, strz. Stefan Kozak, strz. Władysław Kaproń, strz. Jozef Piątek, strz. Stanisław Powęska, strz. Józef Kasperek, strz. Kazimierz Kosturba, strz. Leon Czech, strz. Jan Król, strz. Stanisław Kowal, strz. Jan Sobielec

#### Uzbrojenie
- 1 x 37 mm armata forteczna 37 mm Bofors wz. 38
- kopuła pancerna: nie zamontowano
- 3 x ckm wz. 30
- 1 x rkm wz. 28
- 2 x reflektory: nie zamontowano
- 2 x wyrzutnie rakiet oświetlających
- 1 x zrzutnia granatów
- 1 x stanowisko do łączności optycznej

### Schron „Włóczęga”

#### Charakterystyka
Jednokondygnacyjny schron bojowy „Włóczęga” dla armaty ppanc. i broni maszynowej o odporności D. Wybudowany na wschodnich zboczach góry Glinne, około 100 metrów na południe od „Waligóry”. Przed wybuchem wojny systemem okopów został połączony z tradytorem.
Wnętrze schronu składało się z dwóch izb bojowych (armaty ppanc. i ckm), szybu kopuły pancernej, wewnętrznej śluzy powietrznej łączącej część bojową z częścią socjalną, izby dowódcy, dwóch izb załogi, ubikacji, śluzy i załamanego przedsionka wejściowego. Część techniczna schronu składała się pomieszczenia akumulatorni z wyjściem awaryjnym, izby filtra przeciw kurzowego i maszynowni. Załogę schronu stanowił 1 oficer, 3 podoficerów i 13 szeregowych.

#### Przebieg walk
Walka trwała przez cała noc z 2 na 3 września. Do załogi nie dotarł rozkaz o wycofaniu się, stąd stawiała mężny opór aż do wyczerpania zapasów amunicji. Kres obrony nastąpił 3 września w godzinach rannych po wyczerpaniu wszystkich możliwości i środków obrony. Kapitulacja nastąpiła o godz. 8:30 rano, 3 września. Upadek „Włóczęgi” przypieczętował los załogi „Wędrowca”, gdyż powstały na przedpolu martwe pola, nie ostrzeliwane ze schronu kpt. T. Semika. W trakcie walk „Włóczęga” był zalany wodą gruntową. Nie dość, że załoga musiała walczyć przy słabym świetle lamp, latarek, a później w ciemnościach to jeszcze brodząc w wodzie.
W trakcie bohaterskiej obrony zdarzył się też niemiły wypadek: żołnierz KOP Edmund Staruch w trakcie obrony namawiał kolegów do poddania się, chwaląc ustrój III Rzeszy i bezsensowność umierania za II Rzeczpospolitą. Skarcony przez dowódcę ppor. Matkowskiego został zamknięty w jednym z pomieszczeń pod strażą kpr. Wiśniewskiego. Po poddaniu ostrogu, kiedy załoga opuszczała schron Edmund Staruch zastrzelił z karabinu na oczach towarzyszy kpr. Wiśniewskiego.
W czasie walk obiekt został lekko uszkodzony, został zniszczony w czasie kręcenia przez Niemców filmu propagandowego, kiedy to ściana ze strzelnicami została silnie ostrzelana. Po zrealizowaniu zdjęć, zdemontowano całe uzbrojenie i wyposażenie schronu. W latach 50. obiekt został scedowany obecnemu właścicielowi jako rekompensata i pod koniec lat 70. wybudowano na nim dom.

#### Załoga
- dowódca: ppor. piech. rez. Marian Matkowski[3]
- zastępca dowódcy: kpr. Franciszek Tomaszek
- kpr. Bolesław Wiśniewski, kpr. Jan Siwy, st. strz. Jan Sprycha, strz. Kliszcz Wacław, strz. Bolesław Zieliński, strz. Antoni Michalski, strz. Jan Tlałka, strz. Jan Ścirka,

strz. Alojzy Nosalik, strz. Jan Włodarczyk, strz. Edmund Staruch (żołnierz KOP, zabójca kpr. B. Wiśniewskiego); nazwisk pozostałych 4 strzelców nie ustalono.

#### Uzbrojenie
- 1 x 37 mm armata forteczna 37 mm Bofors wz. 38
- kopuła pancerna: nie zamontowano
- 2 x ckm wz. 30
- 1 x rkm wz. 28
- reflektor: nie zamontowano
- 2 x wyrzutnie rakiet oświetlających
- 1 x zrzutnia granatów
- 2 x stanowiska do łączności optycznej

### Schron „Wyrwidąb”

#### Charakterystyka

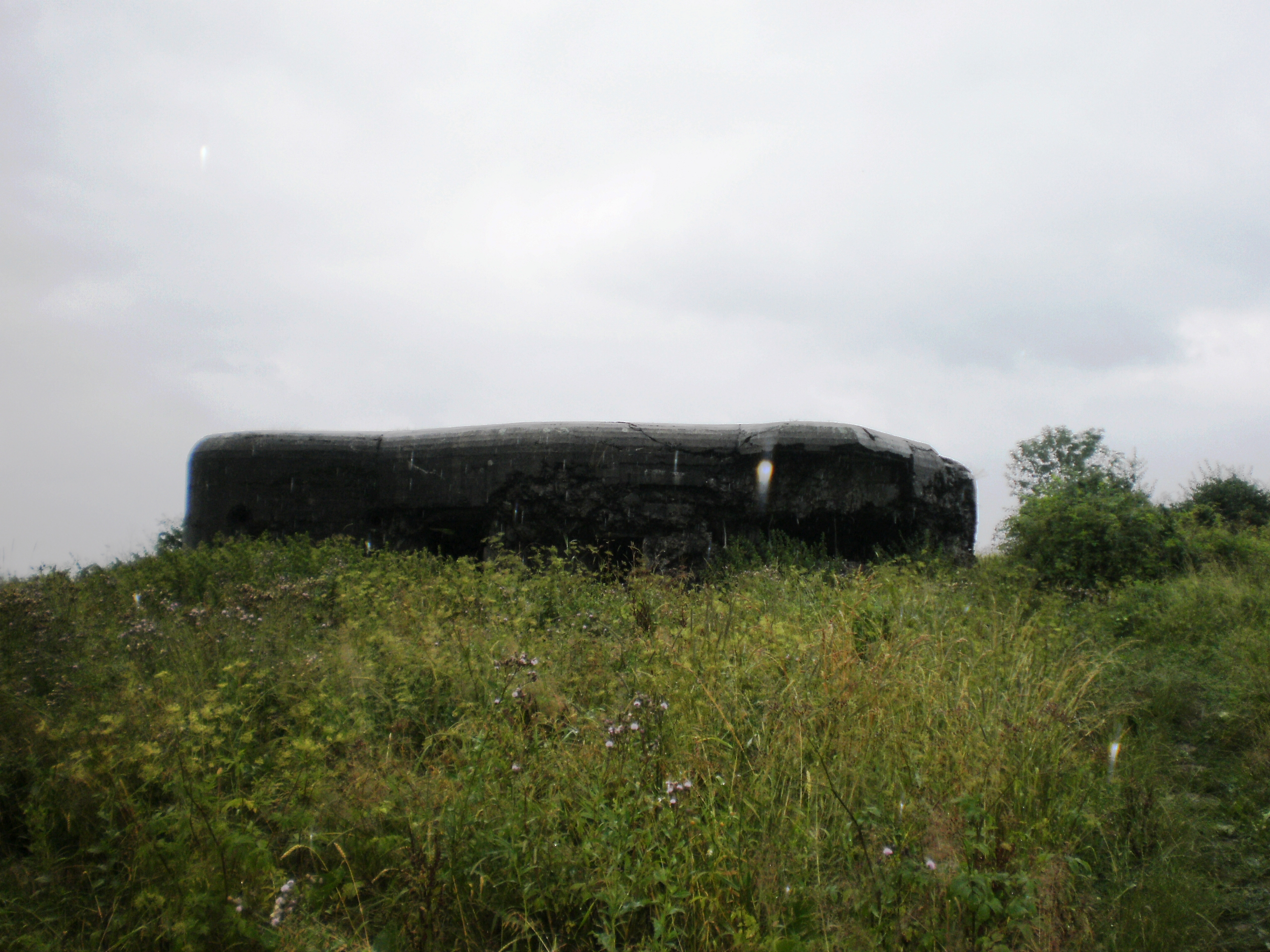
Schron „Wyrwidąb” – panorama

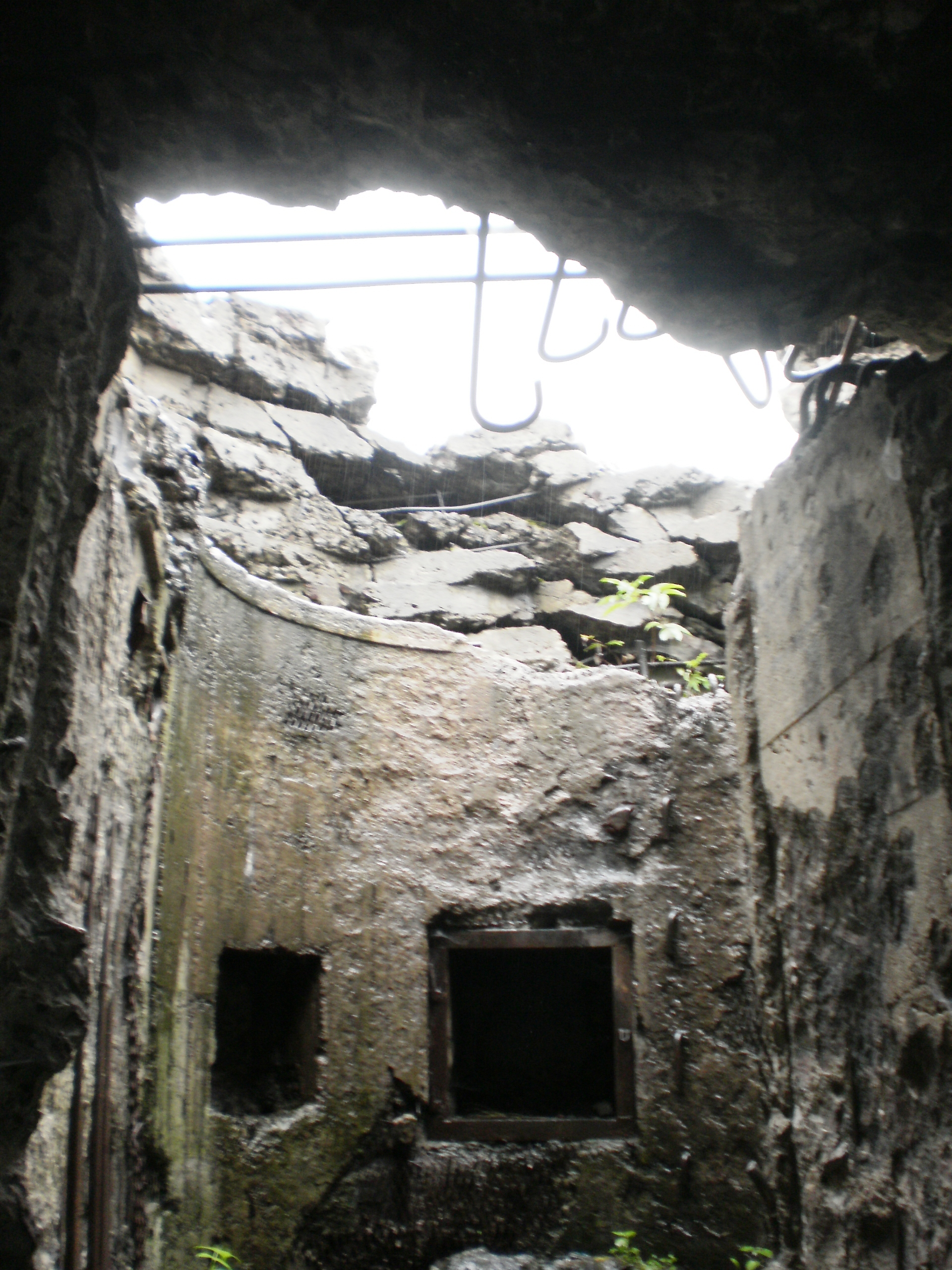
Schron „Wyrwidąb”

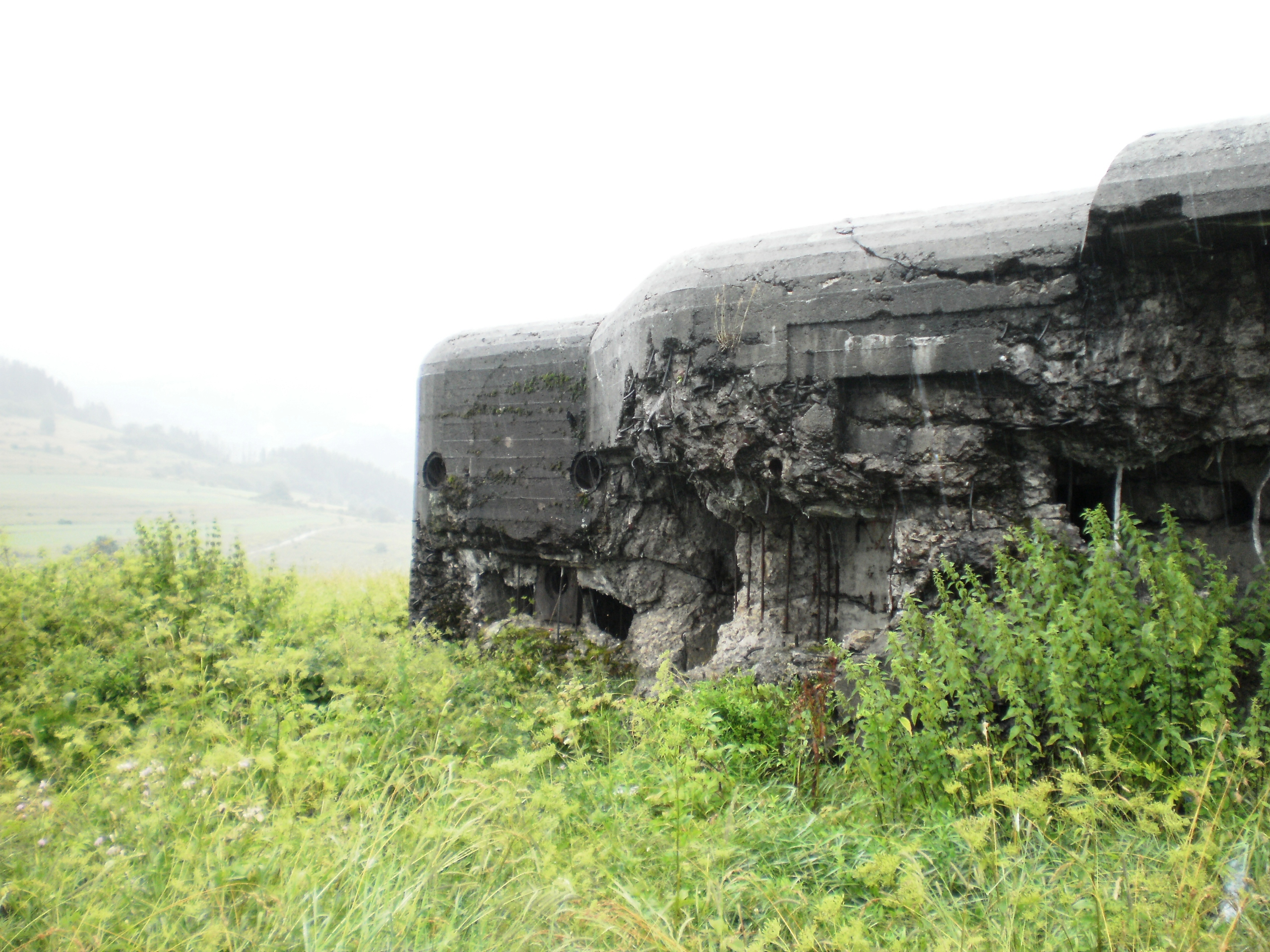
Schron „Wyrwidąb”

Na wzniesieniu Bukowina.Jest to jednokondygnacyjny schron bojowy „Wyrwidąb” dla broni maszynowej o odporności C. Uzbrojenie schronu miały stanowić 3 ckm i rkm. Do prowadzenia ognia czołowego przeznaczony był ckm w kopule pancernej (kopuły nie zamontowano). Do oświetlania pól ostrzału służyły dwa reflektory (nie zamontowane) i wyrzutnie ładunków oświetlających. Kontakt z innymi schronami zapewniało stanowisko do łączności optycznej. Wnętrze schronu składało się z dwóch izb bojowych (2 ckm), szybu kopuły pancernej, izby dowódcy, izby załogi, śluzy gazoszczelnej przy drzwiach wejściowych, niewielkiego korytarza i toalety. Część techniczna schronu składała się z pomieszczenia akumulatorni z wyjściem awaryjnym, izby filtra przeciw kurzowego i maszynowni. Załogę schronu stanowił 1 oficer, 13 podoficerów i szeregowych.
Wokół nazwy tego obiektu trwają spory. Według panów Suchanków nosi on nazwę „Wyrwidąb”. W wersji Szymona Kucharskiego nie posiadał jej (n/n) a „Wyrwidębem” miał zostać nazwany obiekt budowany w centrum dzisiejszej Węgierskiej Górki nad ujściem rzeki Żabnica do Soły. Schron wybudowano na tym samym wzgórzu co „Wąwóz”, kilkadziesiąt metrów od niego w części najwyższej wzgórza. Obiekt do dnia wybuchu wojny nie został ukończony (m.in. beton 1 września był jeszcze mokry oraz nie zdjęto wszystkich szalunków), tak jak i w innych ostrogach nie zamontowano kopuły pancernej ckm oraz nie posiadał uzbrojenia – podczas walk obronnych mógł służyć jedynie jako schron bierny.
Wojnę przetrwał w idealnym stanie. Po wojnie, Wojsko Polskie testowało na nim materiały wybuchowe, więc jest najbardziej zniszczonym schronem.

#### Uzbrojenie
- kopuła pancerna: nie zamontowano
- 2 x wyrzutnie rakiet oświetlających
- 2 x zrzutnia granatów
- 2 x stanowisko do łączności optycznej